# Le Festin de Juliette
Albums de Juliette
Assassins sans couteaux
(1998) Ma vie, mon œuvre (vol. 1), 20 ans, 20 chansons
(2004)
Le Festin de Juliette est un album de Juliette sorti en 2002. 
Avec cet album, Juliette reçoit pour la seconde fois le Prix de l'Académie Charles-Cros, et sera confirmé disque d'or.

## L'album
Le titre s'inspire du Festin de Babette ; d'ailleurs dans la chanson éponyme qui clôt l'album elle reprend certains ingrédients de couleur noire de la nouvelle de Karen Blixen, comme les Blinis Demidoff. Cette chanson n'est pas sans rappeler, et la chanteuse le confirme dans un entretien accordé à l'émission de radio Pas la peine de crier diffusée le 3 mars 2011 sur France Culture, le roman À rebours de Joris-Karl Huysmans lorsque l'unique personnage organise dans sa demeure retirée un repas noir, où la salle à manger est "tendue de noir" alors que celle de Juliette est "tendue d'étoffes et d'ombres", on retrouve dans les deux œuvres le "charbon" et le "basalte", les "violettes", "les olives de Turquie", le "caviar" ou encore "les mûres et les guignes". Finalement, dans le même entretien, elle dit s'être aussi inspirée du Satyricon lorsque Trimalcion organise son festin.

## Titres
| No  | Titre                                | Paroles                        | Musique             | Durée |
| --- | ------------------------------------ | ------------------------------ | ------------------- | ----- |
| 1.  | L'éternel féminin                    | Juliette Noureddine            | Juliette Noureddine | 4:05  |
| 2.  | Impatience                           | Juliette Noureddine            | Juliette Noureddine | 3:19  |
| 3.  | Garçon manqué                        | Juliette Noureddine            | Juliette Noureddine | 4:16  |
| 4.  | Retour à la nature                   | Juliette Noureddine            | Juliette Noureddine | 4:24  |
| 5.  | Mode d'emploi                        | Juliette Noureddine & B. Joyet | Juliette Noureddine | 3:47  |
| 6.  | Il n'est pas de plaisir superflu     | B. Joyet                       | Juliette Noureddine | 6:08  |
| 7.  | La paresse (arrangement Bruno Grare) | B. Joyet                       | B. Joyet            | 4:59  |
| 8.  | Tous les morts sont ivres            | Lubicz-Milosz                  | Juliette Noureddine | 4:17  |
| 9.  | Un ragga abscons                     | B. Joyet                       | Juliette Noureddine | 3:44  |
| 10. | Le dernier mot                       | Juliette Noureddine & B. Joyet | Didier Goret        | 5:08  |
| 11. | Le festin de Juliette                | Juliette Noureddine            | Juliette Noureddine | 5:25  |